# Mike István (labdarúgó)
Mike István, Mayer (Budatétény, 1924. július 6. – Glen Rock, New Jersey, 1994. december 24.) válogatott labdarúgó, középcsatár.

## Pályafutása

### Klubcsapatban
1943-ban mutatkozott be az élvonalban, a Gamma csapatában. A következő, a második világháború miatt csonka bajnokságban már a Ferencváros színeiben szerepelt. A háborút követően, az első 1945 tavaszi bajnokságban második lett a csapattal. 1944 és 1947 között a 104 mérkőzésen (81 bajnoki, 19 nemzetközi, 4 hazai díjmérkőzés) 108 gólt szerzett (94 bajnoki, 16 egyéb).
1948 és 1955 között Olaszországban játszott, a következő csapatoknál: FC Bologna, Lucchese, Napoli, FC Bologna, Genoa.
Visszavonulása után az Egyesült Államokban telepedett le.

### A válogatottban
1946-ban 4 alkalommal szerepelt a válogatottban és 1 gólt szerzett. Kétszeres Budapest válogatott (1946).

## Sikerei, díjai
- Magyar bajnokság
  - 2.: 1945-tavasz

## Statisztika

### Mérkőzései a válogatottban
| Magyarország | Magyarország        | Magyarország                | Magyarország | Magyarország | Magyarország | Magyarország | Magyarország | Magyarország |
| #            | Dátum               | Helyszín                    | Hazai        | Eredmény     | Vendég       | Kiírás       | Gólok        | Esemény      |
| ------------ | ------------------- | --------------------------- | ------------ | ------------ | ------------ | ------------ | ------------ | ------------ |
| 1.           | 1945. augusztus 19. | Budapest, Üllői úti pálya   | Magyarország | 2 – 0        | Ausztria     | barátságos   | -            |              |
| 2.           | 1946. október 6.    | Budapest. Üllői úti stadion | Magyarország | 2 – 0        | Ausztria     | barátságos   | -            |              |
| 3.           | 1946. október 30.   | Esch-sur-Alzette            | Luxemburg    | 2 – 7        | Magyarország | barátságos   | -            |              |
| 4.           | 1947. június 29.    | Belgrád, Partizan Stadion   | Jugoszlávia  | 2 – 3        | Magyarország | Balkán-kupa  | 1            | 68' 84'      |
|              | Összesen            |                             |              | 4            | mérkőzés     |              | 1            | gól          |